# امپراتور ووزونگ تانگ
امپراتور ووزونگ تانگ (انگلیسی: Emperor Wuzong of Tang; July 2, 814 – April 22, 846 (aged 31)) بعداً درست قبل از مرگش به لی یان تغییر یافت، امپراتور دودمان تانگ تاریخ چین بود که از ۸۴۰ تا ۸۴۶ سلطنت کرد. امپراتور ووزونگ عمدتاً در دوران مدرن به دلیل آزار و اذیت مذهبی که رخ می‌داد شناخته می‌شود. در دوران سلطنت او با این حال، او همچنین به دلیل واکنش‌های موفقیت‌آمیز خود در برابر هجوم بقایای خاقانات اویغور و شورش لیو ژن، و همچنین اعتماد و حمایت عمیقش از صدراعظم لی دیو شناخته می‌شود.

## آزار و اذیت بزرگ ضد بودایی
بودیسم در دوره تانگ به یک نیروی مذهبی بزرگ در چین شکوفا شد و صومعه‌های آن از وضعیت معافیت مالیاتی برخوردار بودند. امپراتور ووزونگ معتقد بود بودیسم از آنجایی که آنها مالیات پرداخت نمی‌کردند، اقتصاد این ایالت را تخلیه می‌کند. همراه با ارادت او به تائوئیسم و اعتماد عمیقش به راهب تائوئیست ژائو گویژن (趙歸真)، او تصمیم گرفت تا علیه بودیسم عمل کند، فرمانی امپراتوری را در سال ۸۴۲ آغاز کرد تا جادوگران و محکومان را از صفوف مردم خارج کند. راهبه‌ها و راهبه‌های بودایی و بازگرداندن آنها به زندگی عادی. راهبان و راهبه‌ها باید ثروت خود را به دولت تسلیم می‌کردند، مگر اینکه برای زندگی و پرداخت مالیات برگردند. در این مرحله اول، استدلال‌های کنفوسیوس برای اصلاح نهادهای بودایی و محافظت از جامعه در برابر نفوذ و اعمال بودایی غالب بود.
آزار و شکنجه مذهبی در سال ۸۴۵ میلادی به اوج خود رسید و در نهایت اموال معبد بودایی را مصادره کرد، ۴۶۰۰ معبد بودایی و ۴۰۰۰۰ زیارتگاه را ویران کرد و ۲۶۰۵۰۰ راهب و راهبه را از صومعه‌ها خارج کرد. دلایل امپراتور ووزونگ برای انجام این کار صرفاً اقتصادی نبود. ووزونگ که تائوئیست غیور بود، بودیسم را دینی بیگانه می‌دانست که برای جامعه چین مضر بود. یکی از قربانیان برجسته آزار و اذیت، راهب تندای ژاپنی انین بود.
از جمله اهداف آن جمع‌آوری بودجه جنگ و پاکسازی چین از نفوذ خارجی بود. به این ترتیب، آزار و اذیت نه تنها علیه بودیسم، بلکه نسبت به سایر ادیان بیگانه مانند زرتشتی، مسیحیت نسطوری و مانوی نیز صورت گرفت. تنها ایدئولوژی‌های بومی چینی کنفوسیوس و تائوئیسم از این تحولات نسبتاً بی‌تأثیر جان سالم به در بردند. او زرتشتی و مانوی را در چین نابود کرد، و آزار و شکنجه او بر کلیساهای مسیحی نسطوری در حال رشد، مسیحیت چینی را به انحطاط کشاند که هرگز از آن خلاص نشد.
در همان زمان، ووزونگ برای ترویج عبادت تائوئیسم در چین از طریق مقررات مذهبی و ساختن معبدی برای مشاهده جاودانه‌ها در دربار امپراتوری بسیار پیش رفت. امپراتور ووزونگ یکی از آخرین امپراتوران تانگ بود و در طی یک دوره زوال طولانی بر چین حکومت کرد؛ علیرغم اصلاحاتش، نتوانست امپراتوری را از طریق آزار و اذیت‌های مذهبی خود احیا کند. پس از مرگش، با کمک عمویش امپراتور شوانزونگ، بودیسم. توانست از آزار و شکنجه نجات یابد؛ اما مسیحیت، مانوی و زرتشتی‌گری دیگر هرگز نقش مهمی در زندگی مذهبی چین ایفا نکردند.